# Фелицита Римска
Фелицита Римска је хришћанска мученица која је у време цара Антонијана Пија, 164. године заједно са својих седам синова осуђена на смрт.
Молила се Богу, само да њу не погубе пре њених синова, да би ове могла храбрити при мучењу и убијању, те да се не одрекну Христа. Тако су њене синове убијали једног по једног, док их није свих седам испратила. Тад је и она примила мученичку смрт. Сви су пострадали у Риму где им се и мошти налазе. Осим њеног имена, једино што се поуздано зна о овој мученици је да је сахрањена на Максимусовом гробљу, на Виа Салариа, 23. новембра. На том гробљу сви римски итинерари, или водичи за почивалишта мученика, лоцирају њено гробље, наводећи да је њен гроб био у цркви изнад ове катакомбе.
Српска православна црква слави их 25. јануара по црквеном, а 7. фебруара по грегоријанском календару.